# Nacionalni autonomni univerzitet Meksika
Nacionalni autonomni univerzitet Meksika (šp. Universidad Nacional Autónoma de México, UNAM) je javni istraživački univerzitet u Meksiku. Zauzima visoko mesto na svetskim rang listama zbog opsežnih istraživanja i inovacija univerziteta. UNAM-ov kampus je uvršten u Uneskov spisak svetske baštine. Kompus su osmislili neki od najpoznatijih meksičkih arhitekata 20. veka. Freske u glavnom kampusu slikali su neki od najpoznatijih ujetnika u meksičkoj istoriji, poput Dijego Rivere i Davida Alfaro Sikeirosa. Godine 2016. stopa prihvatanja bila je samo 8%. UNAM generiše brojne snažne istraživačke publikacije i patente u različitim oblastima, poput robotike, računarske nauke, matematike, fizike, interakcije između čoveka i računara, istorije, filozofije, između ostalog. Svi meksički nobelovci su alumni ili osoblje UNAM-a.
UNAM je u svom modernom obliku osnovao 22. septembra 1910. godine Husto Sijera kao liberalnu alternativu svom prethodniku, Kraljevskom i pontifikantskom univerzitetu u Meksiku. UNAM je svoju autonomiju od vlade dobio 1929. godine. To je univerzitetu dalo slobodu da definiše sopstveni nastavni plan i program, kao i da upravlja sopstvenim budžetom bez uplitanja vlade. To je imalo dubok uticaj na akademski život na univerzitetu, za koji neki tvrde da povećava akademsku slobodu i nezavisnost.
UNAM je rođeno mesto studentskog pokreta 1968. godine, koji se pretvorio u pobunu širom zemlje protiv autokratske vladavine i započeo tri decenije dug preobražaj Meksika u demokratiju.

## Istorija
Univerzitet je 22. septembra 1910. otvorio Husto Sijera, tadašnji ministar obrazovanja u vladi Porfirija Dijaza. Nova institucija treblo da se fundamentalno razlikuje od svog prethodnika iz 19. veka, Kraljevskоg i pontifikantskog univerzitetа Meksika, koji je osnovan 21. septembra 1551. kraljevskim dekretom koji je prestolonaslednik Filip potpisao u ime Karla I od Španije. Taj univerzitet je doveo ga do konačnog zatvaranja Maksimilijan I od Meksika 1865. godine. Umesto da obnovi ono što je smatrao anahronističkom institucijom sa snažnim vezama sa rimokatoličkom crkvom, on je imao za cilj da spoji i proširi decentralizovane visokoškolske fakultete Meksiko Sitija (uključujući nekadašnje fakultete starog univerziteta) i stvori novi univerzitet, sekularne prirode i nacionalnog opsega, koji bi mogao da reorganizuje visoko obrazovanje u zemlji, posluži kao model pozitivizma i da obuhvati ideje dominantnog meksičkog liberalizma. Projekat je u početku objedinio nastavu škola likovne umetnosti, biznisa, politologije, prava, inženjerstva, medicine i pedagogije, kao i nacionalnih pripremnih škola. Prvi rektor bio je Hoakin Egija i Lis.
Izazovi novog univerziteta bili su uglavnom politički, zbog tekuće revolucije u Meksiku i činjenice da je savezna vlada imala direktnu kontrolu nad smernicama i nastavnim planovima univerziteta; neki su se odupirali njegovom uspostavljanju na filozofskim osnovama. Ova opozicija dovela je do poremećaja u radu univerziteta kada je politička nestabilnost primorala ostavke u vladi, uključujući i predsednika Dijaza. Interno, prvi štrajk učenika dogodio se 1912. godine u znak protesta protiv metoda ispitivanja koje je uveo direktor Pravne škole, Luis Kabrera. Do jula te godine, većina studenata prava odlučila je napustiti univerzitet i da se pridruži novoosnovanoj Slobodnoj pravnoj školi.
Godine 1914. inicijalni napori za sticanjem autonomije univerziteta nisu uspeli. Godine 1920. Hoze Vaskoncelos je postao rektor. Godine 1921. on je stvorio grb škole: sliku orla i kondora koji okružuje mapu Latinske Amerike, od severne granice Meksika do Ognjene zemlje, i moto, „Duh će govoriti za moju rasu”. Napori na sticanju autonomije univerziteta nastavili su se početkom 1920-ih. Sredinom 1920-ih, drugi talas štrajkova učenika suprotstavio se novom sistemu ocenjivanja. Štrajkovi su uključivali velika napuštanja učionica na Pravnom fakultetu i sukob sa policijom na Medicinskom fakultetu. Studentske štrajkove su podržali mnogi profesori i kasniji pregovori su konačno doveli do autonomije univerziteta. Institucija više nije bila zavisna od Sekretarijata za javno obrazovanje; rektor univerziteta postao je konačni autoritet, čime je otklonjen najveći deo zbunjujućeg preklapanja u vlasti.
Tokom ranih 1930-ih, rektor UNAM-a bio je Manuel Gomez Morin. Vlada je pokušala da sprovede socijalističko obrazovanje na meksičkim univerzitetima, čemu su se Gomez Morin, mnogi profesori i katolici suprotstavili kao kršenju akademske slobode. Gomez Morin se, uz podršku studentske grupe osnovane iz redova isusovaca, Nacionalne unije katoličkih studenata, uspešno borio protiv socijalističkog obrazovanja. UNAM je podržao priznavanje akademskih certifikata katoličkih pripremnih škola, čime je potvrđena njihova obrazovna funkcija. U zanimljivom preokretu događaja, UNAM je imao važnu ulogu u osnivanju jezuitske institucije Iberoamerički univerzitet 1943. godine. Međutim, UNAM se u kasnijim godinama protivio inicijativama na Iberoameričkom univerzitetu, protiveći se uspostavljanju nastavnog smera za industrijske odnose i komunikacije.
Godine 1943. donesene su inicijalne odluke da se univerzitet preseli iz raznih zgrada koje je zauzimao u centru grada u novi i konsolidovani univerzitetski kampus; novi Univerzitetski grad u San Anđelu, južno od grada. Prvi kamen temeljac je položen za fakultet nauka, kao prvu zgrada Univerzitetskog grada. Predsednik Miguel Aleman Valdes je učestvovao u ceremoniji 20. novembra 1952. Istog dana je započet Univerzitetski olimpijski stadion. Godine 1957. stvoreno je Doktorsko veće za regulisanje i organizovanje diplomskih studija.

## Literatura
- Jiménez Rueda, Julio. Historia Jurídica de la Universidad de México. Mexico City: Imprenta Universitaria 1955.
- Mabry, Donald J.  The Mexican University and the State. College Station: Texas A&M Press 1982.
- Mayo, Sebastián, La educación socialista en México: El Asalto a la Universidad Nacional. Mexico: El Caballito 1985.
- Wences Reza, Rosalío, La Universidad en la historia de México. Mexico: Editorial Línea 1984.